# 2000 FR53
2000 FR53, também escrito como 2000 FR53, é um objeto transnetuniano (TNO) que está localizado no cinturão de Kuiper, uma região do Sistema Solar. Este corpo celeste está em uma ressonância orbital de 5:9 com o planeta Netuno. Ele possui uma magnitude absoluta (H) de 7,6 e, tem um diâmetro estimado com cerca de 133 km, por isso existem poucas chances que o mesmo possa ser classificado como um planeta anão, devido ao seu tamanho relativamente pequeno.

## Descoberta
2000 FR53 foi descoberto no dia 31 de março de 2000 pelos astrônomos S. S. Sheppard, D. C. Jewitt e C. A. Trujillo.

## Órbita
A órbita de 2000 FR53 tem uma excentricidade de 0.088 e possui um semieixo maior de 44.465 UA. O seu periélio leva o mesmo a uma distância de 40.534 UA em relação ao Sol e seu afélio a 48.395.